# Saint-Jean-le-Vieux (Isère)
Saint-Jean-le-Vieux – miejscowość i gmina we Francji, w regionie Owernia-Rodan-Alpy, w departamencie Isère.
Według danych na rok 1990 gminę zamieszkiwały 173 osoby, a gęstość zaludnienia wynosiła 38 osób/km² (wśród 2880 gmin regionu Rodan-Alpy Saint-Jean-le-Vieux plasuje się na 1450. miejscu pod względem liczby ludności, natomiast pod względem powierzchni na miejscu 1552.).